# ويلفريد الثاني (كونت برشلونة)
ويلفريد الثاني أو ويفرد أو بورل (؟ - 911م) هو كونت برشلونة وجرندة وأوسونا بين عامي 897 و911. ورث الحكم عن والده ويلفريد المشعر، وكان اسم والدته غوينيديلدا.
بعد وفاة والده ويلفريد المشعر، قُسِّمت دولته بين أبنائه: سونيفرد وميرو وسونير وويلفريد الثاني. قام سونير (وهو أصغر الإخوة) بمساعدة ويلفريد الثاني في حكم كونتية برشلونة، وذلك لأنه كان لا يزال صغير السن عند وفاة والدهما. وبعد وفاة ويلفريد هو الآخر عام 911، ورث عنه أخوه سونير حكم كونتياته. دفن ويلفريد في دير سانت باو دل كامب بمدينة برشلونة.